# Рыбацкое (муниципальный округ)
Рыба́цкое — муниципальный округ № 52 в составе Невского района Санкт-Петербурга.
В этом районе Санкт-Петербурга построен самый высокий жилой дом города и второе по высоте здание после Бизнес-центра Leader tower (142 метра, 42 этажа) — ЖК «Князь Александр Невский» (37 этажей, 125 метров) так же он является самым высоким зданием СПБ, находящимся на внешней стороне КАД . Построен в районе Мурзинка в 2013 году компанией РосСтройИнвест.

## География
Граница округа Рыбацкое проходит: от Запорожской улицы по оси проспекта Обуховской Обороны до улицы Чернова, далее — по оси улицы Чернова до реки Невы, далее — по оси реки Невы до улицы 9-го Января, далее — по оси улицы 9-го Января, по северной стороне участка дороги Усть-Ижора — Усть-Славянка, по северной стороне подъезда к колпинским очистным сооружениям, огибая их и далее на юго-запад до пересечения с юго-западной стороной полосы отвода железнодорожной линии на Волховстрой, далее — по юго-западной стороне полосы отвода железнодорожной линии на Волховстрой до восточной стороны метродепо, далее — по восточной стороне метродепо до полосы отвода Московской железной дороги, далее — по западной стороне полосы отвода Московской железной дороги, за исключением участка в районе подстанции, расположенной в полосе отвода и отсекаемой границей до продолжения оси улицы Грибакиных, далее — по продолжению оси улицы Грибакиных до Запорожской улицы, далее — по оси Запорожской улицы до проспекта Обуховской Обороны.

## См. также

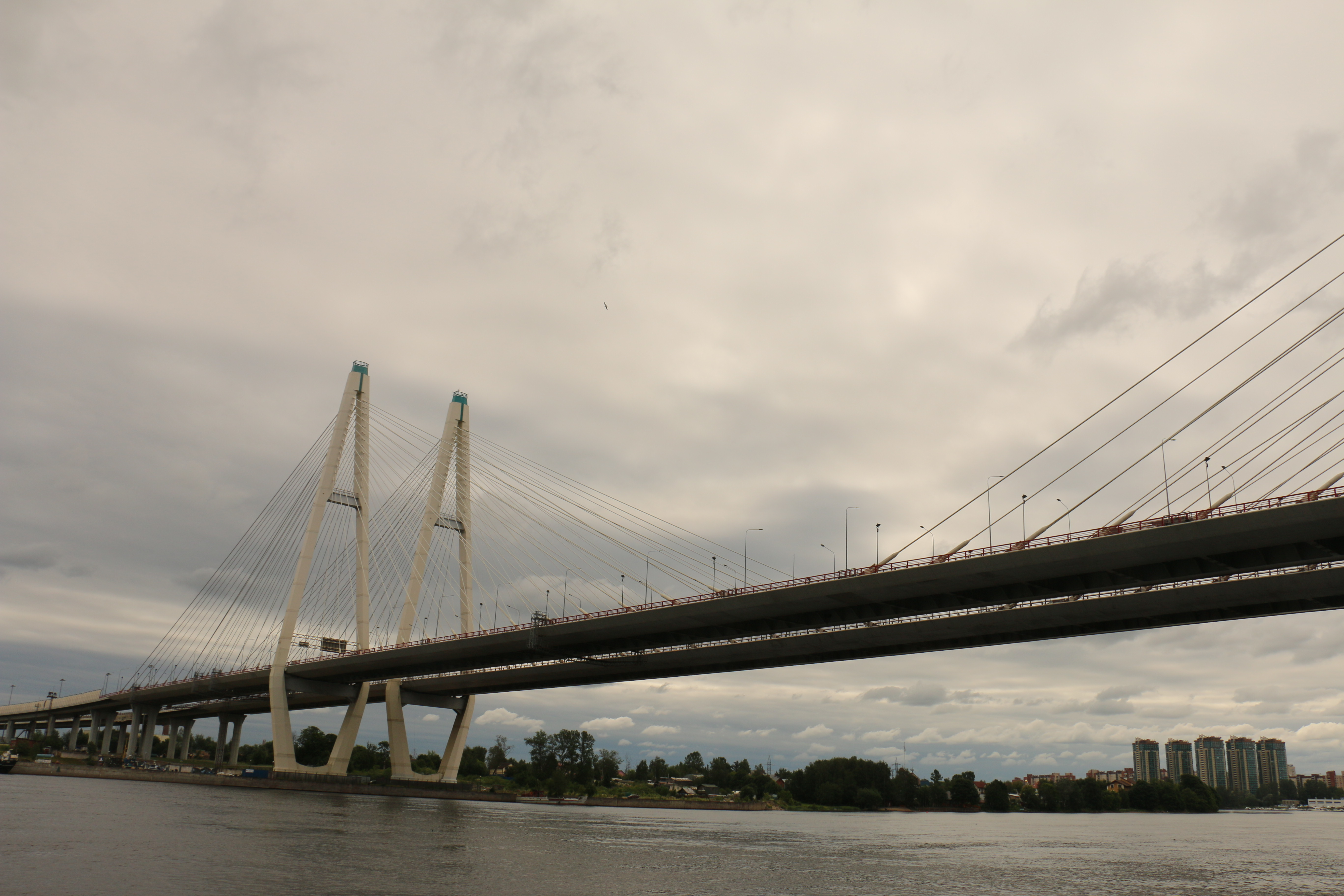
Большой Обуховский мост

## Население
| 2002    | 2010    | 2012    | 2013    | 2014    | 2015    | 2016    |
| ------- | ------- | ------- | ------- | ------- | ------- | ------- |
| 49 537  | ↗55 076 | ↗55 992 | ↗56 870 | ↗58 114 | ↗59 337 | ↗60 510 |
| 2017    | 2018    | 2019    | 2020    | 2021    | 2023    | 2025    |
| ↗61 359 | ↗62 458 | ↗63 665 | ↗64 772 | ↗69 762 | ↗69 959 | ↗71 335 |